# Muz-TV
Muz-TV (МУЗ ТВ pour Музыкальное телевидение soit Music Television) est une chaîne de télévision musicale russe détenue par le groupe privé UTH Russia.

## Historique
La chaîne Muz-TV est créée en 1996 comme une version russe de MTV diffusée par satellite.
En 1997, la chaîne Muz-TV commence à émettre en hertzien dans la région de Saint-Pétersbourg.
Le 14 novembre 1999, la chaîne commence sa retransmission en hertzien dans la région de Moscou puis en Ukraine dans les villes de Soumy et Donetsk.
Le 14 février 2000, la chaîne passe à une diffusion en continu 24h/24 et 7j/7.
En 2007, la société Art Finance Media Holding achète 83 % des actions de Muz-TV.
En septembre 2009, les sociétés Media-1 et Art Finance Media Holding fusionnent pour former United TV Holding Russia.
Le 10 août 2010, Disney lance une version russe de Disney Channel comme chaîne optionnelle sur plusieurs réseaux câblés. En 2011 elle est devenue une chaîne de base de ces bouquets.
Le 27 octobre 2011, Disney achète 49 % de la société UTH Russia, propriétaire des chaînes Seven et Muz-TV, et annonce le renommage de la chaîne Seven en Disney Channel Russia.